# Послання в пляшці (фільм)
«Послання в пляшці» (англ. Message in a Bottle) — фільм 1999 року режисера Луіса Мандокі, екранізація однойменного роману Ніколаса Спаркса.

## Сюжет
Журналістка Тереза Осборн (Робін Райт) знаходить на березі моря пляшку з посланням, у якому написані неймовірно щирі та проникливі слова, адресовані жінці. Після того, як текст послання було опубліковано в газеті, до редакції звертаються ще дві жінки, які знайшли аналогічні послання. Тереза береться розшукати автора цих листів. Так вона зустрічає Ґаррета…

## У ролях
| Актор          | Роль           |
| -------------- | -------------- |
| Кевін Костнер  | Ґаррет Блейк   |
| Робін Райт     | Тереза Осборн  |
| Пол Ньюман     | Додж Блейк     |
| Джон Севідж    | Джонні Ленд    |
| Іллеана Дуглас | Ліна Пол       |
| Роббі Колтрейн | Чарлі          |
| Джессі Джеймс  | Джейсон Осборн |
| Розмарі Мерфі  | Хелен          |
| Бетел Леслі    | Марта Ленд     |
| Том Елдрідж    | Хенк Ленд      |
| Вівека Девіс   | Елва           |